# زمین‌لرزه ۱۹۸۵ مکزیک
زمین‌لرزه مکزیک  در تاریخ ۲۱ سپتامبر ۱۹۸۵ میلادی، برابر با ‎۳۰ شهریور ۱۳۶۴، ساعت ۱:۳۷:۱۳ به زمان یوتی‌سی در مکزیک رخ داد. ژرفای این زلزله ۱۷٫۹ کیلومتر بود، و بزرگی آن ۷٫۵ در مقیاس Mw اعلام شده‌است. زمین‌لرزه به وقت محلی در روز جمعه، ساعت ۱۹ روی داده و منطقه زمانی آن یوتی‌سی -۶ بوده‌است (با لحاظ تغییر ساعت تابستانی).
سازمان زمین‌شناسی آمریکا نیز رومرکز این زمین‌لرزه را در مختصات ۱۷°۴۸′۰۷″شمالی ۱۰۱°۳۸′۴۹″غربی / ۱۷٫۸۰۲°شمالی ۱۰۱٫۶۴۷°غربی و ژرفای آنرا در ۳۰ کیلومتر گزارش کرده‌است. بزرگی برگزیدهٔ این سازمان از میان بزرگیهای محاسبه‌شدهٔ مختلف ۷٫۶ در مقیاس Ms بوده و از دید اثر، در میان چهار دسته‌بندی «نامحسوس»، «محسوس»، «زیان‌آور» یا «با تلفات»، زلزله را «با تلفات» اعلام کرده‌است.سونامی نیز در این زلزله گزارش شده‌است.
پروژهٔ «تنسور گشتاور مرکزوار» زاویه‌های (راستا، شیب، ریک) گسل سازندهٔ زمین‌لرزه و صفحه عمود بر آنرا (°۲۹۶، °۱۷، °۸۵) یا (°۱۲۱، °۷۳، °۹۱) و نوع گسل را «معکوس» فرارسانده‌است.